# 積水化学リベルテ
積水化学リベルテ（せきすいかがくりべるて、Sekisui Chemical Liberte）は、バスケットボール日本リーグに参加していた女子バスケットボールチームである。母体は三和グループの化学メーカーである積水化学工業。京都市南区を本拠地とした。「リベルテ」はフランス語で「自由」を意味する。

## 歴史
1978年創部。
1991年、全日本実業団優勝。日本リーグ2部昇格を決める。
1992年、ドウェイン・ケーシーをヘッドコーチに招き、1993年に日本リーグ1部昇格、さらに昇格1年目での4位に導いた。
ケーシーHC勇退後は小牟禮育夫アシスタントコーチが昇格。1996年にはオールジャパン3位となる。
その後は翳りが見え始め、1997年には2部降格。HCをジョー・B・ホール（Joe B. Hall）に交代させるが、1部に復帰することなく1999年廃部。

## 主な歴代所属選手
- 田邉広子
- 林五十美